# الکلر
الکلر (به انگلیسی: Alachlor) با فرمول شیمیایی C۱۴H۲۰ClNO۲ یک ترکیب شیمیایی با شناسه پاب‌کم ۲۰۷۸ است؛ که جرم مولی آن ۲۶۹٫۷۶۷ g/mol می‌باشد.